# Agrostis congestiflora
Agrostis congestiflora é uma espécie de gramínea do gênero Agrostis, pertencente à família Poaceae.